# Montreal Canadiens
Montreal Canadiens/Canadiens de Montréal (officiellt Le Club de hockey Canadien; lokalt smeknamn Habs) är en kanadensisk ishockeyorganisation baserad i Montréal i Québec. Ishockeyorganisationen grundades den 4 december 1909 och har varit medlemsorganisation i National Hockey League (NHL) sedan starten av ligan 1917. Canadiens tillhör den exklusiva skaran "Original Six" ("de sex ursprungliga") med Boston Bruins, Chicago Blackhawks, Detroit Red Wings, New York Rangers och Toronto Maple Leafs. Hemmaarenan är Centre Bell och invigdes den 16 mars 1996. Laget spelar i Atlantic Division tillsammans med Boston Bruins, Buffalo Sabres, Detroit Red Wings, Florida Panthers, Ottawa Senators, Tampa Bay Lightning och Toronto Maple Leafs.
Canadiens är NHL:s mest framgångsrika medlemsorganisation med hela 24 Stanley Cup-vinster (1915–1916, 1923–1924, 1929–1930, 1930–1931, 1943–1944, 1945–1946, 1952–1953, 1955–1956, 1956–1957, 1957–1958, 1958–1959, 1959–1960, 1964–1965, 1965–1966, 1967–1968, 1968–1969, 1970–1971, 1972–1973, 1975–1976, 1976–1977, 1977–1978, 1978–1979, 1985–1986 och 1992–1993) och fullkomligt dominerade ligan från 1950- till 1970-talet. Stora spelare som har spelat för dem är Jean Béliveau, Maurice "Rocket" Richard, Ken Dryden, Jacques Lemaire, Larry Robinson, Patrick Roy, Guy Lafleur, Serge Savard, Bob Gainey, Howie Morenz, Georges Vezina, Jacques Plante, Bernie Geoffrion, Dickie Moore, Yvan Cournoyer, Henri Richard och Doug Harvey.

## Historia

### Stanley Cup-spel

#### 1910-talet
- 1918 – Förlorade i finalen mot Toronto Arenas med 10-7.
- 1919 – Vann NHL-finalen mot Ottawa Senators med 4-1 i matcher. Det blev 2-2 i matcher mot Seattle Metropolitans i Stanley Cup-finalen innan den avbröts när en epidemi av spanska sjukan bröt ut i Seattle och flera spelare i Canadiens insjuknade varav backen Joe Hall dog av sviterna.

#### 1920-talet
- 1920 – Missade slutspel.
- 1923 – Förlorade NHL-finalen med 3-2.
- 1924 – Vann NHL-finalen mot Ottawa Senators med 5-2. Vann Stanley Cup-finalen mot Calgary Tigers med 2-0 i matcher.
  - Billy Bell, Billy Boucher, Robert Boucher, Billy Cameron, Ogilivie Odie Cleghorn, Sprague Cleghorn (C), Billy Coutu Coulter, Charles Fortier, Aurel Joliat, Joe Malone, Sylvio Mantha, Howie Morenz & Georges Vezina – Ed Dulfour
- 1925 – Vann NHL-final mot Toronto St. Patricks med 5-2. Förlorade Stanley Cup-finalen mot Victoria Cougars med 3-1 i matcher.
- 1929 – Förlorade i första ronden mot Boston Bruins med 3-0.

#### 1930-talet
- 1930 – Vann finalen mot Boston Bruins med 2-0 i matcher.
  - Marty Burke, Gerald Carson, George Hainsworth, Aurel Joliat, Wildor Larochelle, Albert Leduc, Alfred Pit Lepine, Georges Mantha, Sylvio Mantha (C), Bert McCaffrey, Armand Mondou, Howie Morenz, Gus Rivers & Nick Wasnie – Cecil Hart
- 1931 – Vann finalen mot Chicago Black Hawks med 3-2 i matcher.
  - Marty Burke, Johnny Gagnon, George Hainsworth, Aurel Joliat, Wildor Larochelle, Albert Leduc, Alfred Pit Lepine, Art Lesieur, Georges Mantha, Sylvio Mantha (C), Bert McCaffrey, Armand Mondou, Howie Morenz, Jean Pusie, Gus Rivers & Nick Wasnie – Cecil Hart
- 1932 – Förlorade i andra ronden mot New York Rangers med 3-1 i matcher.
- 1939 – Förlorade i första ronden mot Detroit Red Wings med 2-1 i matcher.

#### 1940-talet
- 1940 – Missade slutspel.
- 1943 – Förlorade i andra ronden mot Boston Bruins med 4-1 i matcher.
- 1944 – Vann finalen mot Chicago Black Hawks med 4-0 i matcher.
  - Hector Toe Blake (C), Émile "Butch" Bouchard, Erwin Murph Chamberlain, Bill Durnan, Bob Fillion, Ray Getliffe, Glen Harmon, Gerry Heffernan, Elmer Lach, Leo Lamoureux, Fern Majeau, Mike McMahon, Sr., Herbert Buddy O'Connor, Maurice Richard & Phil Watson – Dick Irvin, Sr.
- 1945 – Förlorade i andra ronden mot Toronto Maple Leafs med 4-2 i matcher.
- 1946 – Vann finalen mot Boston Bruins med 4-1 i matcher.
  - Joe Benoit, Hector "Toe" Blake (C), Émile "Butch" Bouchard, Erwin Murph Chamberlain, Bill Durnan, Frank Eddolls, Bob Fillion, Glen Harmon, Gerry Heffernan, Wilbert Dutch Hiller, Elmer Lach, Leo Lamoureux, Kenny Mosdell, Herbert Buddy O'Connor, Gerry Plamondon, Jimmy Peters, Sr., Ken Reardon, Billy Reay & Maurice Richard – Dick Irvin, Sr.
- 1947 – Förlorade i finalen mot Toronto Maple Leafs med 4-2 i matcher.
- 1949 – Förlorade i andra ronden mot Detroit Red Wings med 4-3 i matcher.

#### 1950-talet
- 1950 – Förlorade i andra ronden mot New York Rangers med 4-1 i matcher.
- 1952 – Förlorade i finalen mot Detroit Red Wings med 4-0 i matcher.
- 1953 – Vann finalen mot Boston Bruins med 4-1 i matcher.
  - Doug Anderson, Émile "Butch" Bouchard  (C), Floyd Curry, Lorne Davis, Dick Gamble, Bernie Geoffrion, Doug Harvey, Tom Johnson, Elmer Lach, Calum MacKay, Jim Bud MacPherson, Paul Masnick, Eddie Mazur, Johnny McCormack, Gerry McNeil, Paul Meger, Dickie Moore, Kenny Mosdell, Bert Olmstead, Jacques Plante, Billy Reay, Maurice Richard, Dollard St-Laurent – Dick Irvin, Sr.
- 1954 – Förlorade i finalen mot Detroit Red Wings med 4-3 i matcher.
- 1955 – Förlorade i finalen mot Detroit Red Wings med 4-3 i matcher.
- 1956 – Vann finalen mot Detroit Red Wings med 4-1 i matcher.
  - Jean Béliveau, Émile "Butch" Bouchard (C), Floyd Curry, Bernie Geoffrion, Doug Harvey, Charlie Hodge, Tom Johnson, Jack LeClair, Don Marshall, Dickie Moore, Kenny Mosdell, Bert Olmstead, Jacques Plante, Claude Provost, Henri Richard, Maurice Richard, Dollard St-Laurent, Jean-Guy Talbot & Bob Turner – Hector "Toe" Blake.
- 1957 – Vann finalen mot Boston Bruins med 4-1 i matcher.
  - Jean Béliveau, Connie Broden, Floyd Curry, Bernie Geoffrion, Phil Goyette, Doug Harvey, Tom Johnson, Don Marshall, Gerry McNeil, Dickie Moore, Bert Olmstead, Jacques Plante, André Pronovost, Claude Provost, Henri Richard, Maurice Richard (C), Dollard St-Laurent, Jean-Guy Talbot & Bob Turner – Hector "Toe" Blake.
- 1958 – Vann finalen mot Boston Bruins med 4-2 i matcher.
  - Jean Béliveau, Marcel Bonin, Connie Broden, Floyd Curry, Bernie Geoffrion, Phil Goyette, Doug Harvey, Charlie Hodge, Tom Johnson, Albert Langlois, Don Marshall, Alvin Ab McDonald, Gerry McNeil, Dickie Moore, Bert Olmstead, Jacques Plante, André Pronovost, Claude Provost, Henri Richard, Maurice Richard (C), Dollard St-Laurent, Jean-Guy Talbot & Bob Turner – Hector "Toe" Blake.
- 1959 – Vann finalen mot Toronto Maple Leafs med 4-1 i matcher.
  - Ralph Backstrom, Jean Béliveau, Marcel Bonin, Ian Cushenan, Bernie Geoffrion, Phil Goyette, Doug Harvey, Bill Hicke, Charlie Hodge, Tom Johnson, Albert Langlois, Don Marshall, Alvin Ab McDonald, Dickie Moore, Kenny Mosdell, Jacques Plante, André Pronovost, Claude Provost, Henri Richard, Maurice Richard (C), Jean-Guy Talbot & Bob Turner – Hector "Toe" Blake.

#### 1960-talet
- 1960 – Vann finalen mot Toronto Maple Leafs med 4-0 i matcher.
  - Ralph Backstrom, Jean Béliveau, Marcel Bonin, Bernie Geoffrion, Phil Goyette, Doug Harvey, Bill Hicke, Charlie Hodge, Tom Johnson, Albert Langlois, Don Marshall, Alvin Ab McDonald, Dickie Moore, Jacques Plante, André Pronovost, Claude Provost, Henri Richard, Maurice Richard (C), Jean-Guy Talbot & Bob Turner – Hector "Toe" Blake.
- 1961 – Förlorade i första ronden mot Chicago Black Hawks med 4-2 i matcher.
- 1964 – Förlorade i första ronden mot Toronto Maple Leafs med 4-3 i matcher.
- 1965 – Vann finalen mot Chicago Black Hawks med 4-3 i matcher.
  - Ralph Backstrom, David Balon, Jean Béliveau (C), Gordon Red Berenson, Yvan Cournoyer, Dick Duff, John Ferguson, Sr., Jean Gauthier, Terry Harper, Edward Ted Harris, Charlie Hodge, Jacques Laperrière, Claude Larose, Noel Picard, Claude Provost, Henri Richard, Jim Roberts, Bobby Rousseau, Jean-Guy Talbot, Gilles Tremblay, Jean Claude J.C. Tremblay, Ernie Wakely, Bryan Watson & Lorne Gump Worsley – Hector "Toe" Blake.
- 1966 – Vann finalen mot Detroit Red Wings med 4-2 i matcher.
  - Ralph Backstrom, David Balon, Jean Béliveau (C), Yvan Cournoyer, Dick Duff, John Ferguson, Sr., Terry Harper, Edward Ted Harris, Charlie Hodge, Jacques Laperrière, Claude Larose, Noel Price, Claude Provost, Henri Richard, Jim Roberts, Leon Rochefort, Bobby Rousseau, Jean-Guy Talbot, Gilles Tremblay & Lorne Gump Worsley – Hector "Toe" Blake.
- 1967 – Förlorade i finalen mot Toronto Maple Leafs med 4-2 i matcher.
- 1968 – Vann finalen mot St. Louis Blues med 4-0 i matcher.
  - Ralph Backstrom, David Balon, Jean Béliveau (C), Yvan Cournoyer, Dick Duff, John Ferguson, Sr., Terry Harper, Edward Ted Harris, Charlie Hodge, Jacques Laperrière, Claude Larose, Noel Price, Claude Provost, Henri Richard, Jim Roberts, Leon Rochefort, Bobby Rousseau, Jean-Guy Talbot, Gilles Tremblay & Lorne Gump Worsley – Hector "Toe" Blake.
- 1969 – Vann finalen mot St. Louis Blues med 4-0 i matcher.
  - Ralph Backstrom, Jean Béliveau (C), Christian Bordeleau, Yvan Cournoyer, Dick Duff, Tony Esposito, John Ferguson, Sr., Lucien Grenier, Terry Harper, Edward Ted Harris, Larry Hillman, Jacques Laperrière, Jacques Lemaire, Claude Provost, Michael Mickey Redmond, Henri Richard, Bobby Rousseau, Serge Savard, Gilles Tremblay, J.C. Tremblay, Rogatien Vachon & Lorne Gump Worsley – Claude Ruel.

#### 1970-talet
- 1970 – Missade slutspel.
- 1971 – Vann finalen mot Chicago Black Hawks med 4-3 i matcher.
  - Jean Béliveau (C), Pierre Bouchard, Yvan Cournoyer, Ken Dryden, John Ferguson, Sr., Terry Harper, Réjean Houle, Jacques Laperrière, Guy Lapointe, Claude Larose, Chuck Lefley, Jacques Lemaire, Frank Mahovlich, Peter Mahovlich, Bob Murdoch, Phil Myre, Larry Pleau, Henri Richard, Phil Roberto, Leon Rochefort, Serge Savard, Bobby Sheehan, Marc Tardif, J´.C. Tremblay & Rogatien Vachon – Al MacNeil.
- 1972 – Förlorade i första ronden mot New York Rangers med 4-2 i matcher.
- 1973 – Vann finalen mot Chicago Black Hawks med 4-2 i matcher.
  - Pierre Bouchard, Yvan Cournoyer, Ken Dryden, Dale Hoganson, Réjean Houle, Guy Lafleur, Jacques Laperrière, Guy Lapointe, Claude Larose, Chuck Lefley, Jacques Lemaire, Frank Mahovlich, Peter Mahovlich, Bob Murdoch, Michel Plasse, Henri Richard (C), Jim Roberts, Larry Robinson, Serge Savard, Steve Shutt, Marc Tardif, Wayne Thomas & Murray Wilson – Scotty Bowman.
- 1974 – Förlorade i första ronden mot New York Rangers med 4-2 i matcher.
- 1975 – Förlorade i andra ronden mot Buffalo Sabres med 4-2 i matcher.
- 1976 – Vann finalen mot Philadelphia Flyers med 4-0 i matcher.
  - Don Awrey, Pierre Bouchard, Rick Chartraw, Yvan Cournoyer (C), Ken Dryden, Bob Gainey, Doug Jarvis, Guy Lafleur, Yvon Lambert, Guy Lapointe, Michel Bunny Larocque, Jacques Lemaire, Peter Mahovlich, Bill Nyrop, Doug Risebrough, Jim Roberts, Larry Robinson, Serge Savard, Steve Shutt, Mario Tremblay, John Van Boxmeer & Murray Wilson – William Scotty Bowman.
- 1977 – Vann finalen mot Boston Bruins med 4-0 i matcher.
  - Pierre Bouchard, Rick Chartraw, Yvan Cournoyer (C), Ken Dryden, Brian Engblom, Bob Gainey, Réjean Houle, Doug Jarvis, Guy Lafleur, Yvon Lambert, Guy Lapointe, Michel Bunny Larocque, Jacques Lemaire, Peter Mahovlich, Pierre Mondou, Bill Nyrop, Mike Polich, Doug Risebrough, Jim Roberts, Larry Robinson, Serge Savard, Steve Shutt, Mario Tremblay & Murray Wilson – William Scotty Bowman.
- 1978 – Vann finalen mot Boston Bruins med 4-2 i matcher.
  - Pierre Bouchard, Rick Chartraw, Yvan Cournoyer (C), Ken Dryden, Brian Engblom, Bob Gainey, Réjean Houle, Doug Jarvis, Guy Lafleur, Yvon Lambert, Guy Lapointe, Michel Larocque, Pierre Larouche, Jacques Lemaire, Gilles Lupien, Pierre Mondou, Bill Nyrop, Doug Risebrough, Larry Robinson, Serge Savard, Steve Shutt, Mario Tremblay & Murray Wilson – William Scotty Bowman.
- 1979 – Vann finalen mot New York Rangers med 4-1 i matcher.
  - Rick Chartraw, Cam Connor, Yvan Cournoyer (C), Ken Dryden, Brian Engblom, Bob Gainey, Réjean Houle, Pat Hughes, Doug Jarvis, Guy Lafleur, Yvon Lambert, Rod Langway, Guy Lapointe, Michel Bunny Larocque, Pierre Larouche, Jacques Lemaire, Gilles Lupien, Pierre Mondou, Mark Napier, Dan Newman, Doug Risebrough, Larry Robinson, Serge Savard, Richard Sevigny, Steve Shutt & Mario Tremblay – William Scotty Bowman.

#### 1980-talet
- 1980 – Förlorade i andra ronden mot Minnesota North Stars med 4-3 i matcher.
- 1985 – Förlorade i andra ronden mot Quebec Nordiques med 4-3 i matcher.
- 1986 – Vann finalen mot Calgary Flames med 4-1 i matcher.
  - Serge Boisvert, Randy Bucyk, Guy Carbonneau, Chris Chelios, Kjell Dahlin, Lucien DeBlois, Bob Gainey (C), Gaston Gingras, Rick Green, John Kordic, Tom Kurvers, Mike Lalor, Claude Lemieux, Craig Ludwig, David Maley, Mike McPhee, Chris Nilan, Sergio Momesso, Mats Näslund, Steve Penney, Stéphane Richer, Larry Robinson, Steve Rooney, Patrick Roy, Brian Skrudland, Bobby Smith, Doug Soetaert, Petr Svoboda, Mario Tremblay & Ryan Walter – Jean Perron.
- 1987 – Förlorade i tredje ronden mot Philadelphia Flyers med 4-2 i matcher.
- 1989 – Förlorade i finalen mot Calgary Flames med 4-2 i matcher.

#### 1990-talet
- 1990 – Förlorade i andra ronden mot Boston Bruins med 4-1 i matcher.
- 1992 – Förlorade i andra ronden mot Boston Bruins med 4-0 i matcher.
- 1993 – Vann finalen mot Los Angeles Kings med 4-1 i matcher.
  - Jesse Bélanger, Brian Bellows, Patrice Brisebois, Benoît Brunet, Guy Carbonneau (C), J.J. Daigneault, Vincent Damphousse, Éric Desjardins, Gilbert Dionne, Paul DiPietro, Donald Dufresne, Todd Ewen, Kevin Haller, Sean Hill, Mike Keane, Stéphan Lebeau, John LeClair, Gary Leeman, Kirk Muller, Lyle Odelein, Oleg Petrov, André Racicot, Rob Ramage, Mario Roberge, Ed Ronan, Patrick Roy, Denis Savard & Mathieu Schneider – Jacques Demers
- 1994 – Förlorade i första ronden mot Boston Bruins med 4-3 i matcher.
- 1999 – Missade slutspel.

#### 2000-talet
- 2000 – Missade slutspel.
- 2009 – Förlorade i första ronden mot Boston Bruins med 4–0 i matcher.

#### 2010-talet
- 2010 – Förlorade i tredje ronden mot Philadelphia Flyers med 4-1 i matcher.
- 2019 – Missade slutspel.

#### 2020-talet
- 2020 – Förlorade i första ronden mot Philadelphia Flyers med 4-2 i matcher.
- 2025 – Förlorade i första ronden mot Washington Capitals med 4–1 i matcher.

Spelare med kursiv stil fick inte sina namn ingraverade på Stanley Cup-pokalen.

## Nuvarande spelartrupp

### Spelartruppen 2025/2026
Senast uppdaterad: 28 juli 2025.

Alla spelare som har kontrakt med Montreal Canadiens och har spelat för dem under aktuell säsong listas i spelartruppen. Spelarnas löner är i amerikanska dollar och är vad de skulle få ut om de vore i NHL-truppen under hela grundserien (oktober–april). Löner i kursiv stil är ej bekräftade.
| Målvakter                                                                                     | Målvakter | Målvakter                | Målvakter         | Målvakter   | Målvakter | Målvakter | Målvakter      | Målvakter                  | Målvakter | Målvakter |
| Nr                                                                                            |           | Namn                     | Namn              | Lön 25/26   |           | Kontrakt  | Kom till laget | Kom ifrån                  |           |           |
| --------------------------------------------------------------------------------------------- | --------- | ------------------------ | ----------------- | ----------- | --------- | --------- | -------------- | -------------------------- | --------- | --------- |
| 35                                                                                            | Kanada    | Sam Montembeault         | Sam Montembeault  | $3 000 000  | [ 35 ]    | 2027      | 2021           | Syracuse Crunch            |           |           |
| 75                                                                                            | Tjeckien  | Jakub Dobeš              | Jakub Dobeš       | $965 000    | [ 36 ]    | 2027      | 2024           | Rocket de Laval            |           |           |
| --                                                                                            | USA       | Jacob Fowler             | Jacob Fowler      | $870 000    | [ 37 ]    | 2028      | 2025           | Boston College Eagles      |           |           |
| --                                                                                            | Finland   | Kaapo Kähkönen           | Kaapo Kähkönen    | $1 150 000  | [ 38 ]    | 2026      | 2025           | Charlotte Checkers         |           |           |
| Backar                                                                                        |           |                          |                   |             |           |           |                |                            |           |           |
| Nr                                                                                            |           | Namn                     | Namn              | Lön 25/26   |           | Kontrakt  | Kom till laget | Kom ifrån                  |           |           |
| 8                                                                                             | Kanada    | Mike Matheson − A        | Mike Matheson − A | $6 500 000  | [ 39 ]    | 2026      | 2022           | Pittsburgh Penguins        |           |           |
| 21                                                                                            | Kanada    | Kaiden Guhle             | Kaiden Guhle      | $7 000 000  | [ 40 ]    | 2031      | 2022           | Prince Albert Raiders      |           |           |
| 36                                                                                            | Österrike | David Reinbacher         | David Reinbacher  | $950 000    | [ 41 ]    | 2028      | 2024           | EHC Kloten                 |           |           |
| 45                                                                                            | Kanada    | Alexandre Carrier        | Alexandre Carrier | $3 850 000  | [ 42 ]    | 2027      | 2024           | Nashville Predators        |           |           |
| 47                                                                                            | USA       | Jayden Struble           | Jayden Struble    | $1 600 000  | [ 43 ]    | 2027      | 2023           | Rocket de Laval            |           |           |
| 48                                                                                            | USA       | Lane Hutson              | Lane Hutson       | $950 000    | [ 44 ]    | 2026      | 2024           | Boston University Terriers |           |           |
| 72                                                                                            | Kanada    | Arber Xhekaj             | Arber Xhekaj      | $1 300 000  | [ 45 ]    | 2026      | 2022           | Kitchener Rangers          |           |           |
| 78                                                                                            | Sverige   | Adam Engström            | Adam Engström     | $870 000    | [ 46 ]    | 2027      | 2024           | Rögle BK                   |           |           |
| 84                                                                                            | Kanada    | William Trudeau          | William Trudeau   | $775 000    | [ 47 ]    | 2026      | 2022           | Charlottetown Islanders    |           |           |
| --                                                                                            | USA       | Nate Clurman             | Nate Clurman      | $775 000    | [ 48 ]    | 2026      | 2025           | W-B/Scranton Penguins      |           |           |
| --                                                                                            | USA       | Marc Del Gaizo           | Marc Del Gaizo    | $775 000    | [ 49 ]    | 2026      | 2025           | Nashville Predators        |           |           |
| --                                                                                            | Kanada    | Noah Dobson              | Noah Dobson       | $12 000 000 | [ 50 ]    | 2033      | 2025           | New York Islanders         |           |           |
| Forwards                                                                                      |           |                          |                   |             |           |           |                |                            |           |           |
| Nr                                                                                            |           | Namn                     | Pos               | Lön 25/26   |           | Kontrakt  | Kom till laget | Kom ifrån                  |           |           |
| 11                                                                                            | Kanada    | Brendan Gallagher – A    | HF                | $6 500 000  | [ 51 ]    | 2027      | 2013           | Hamilton Bulldogs          |           |           |
| 13                                                                                            | USA       | Cole Caufield            | VF/HF             | $9 975 000  | [ 52 ]    | 2031      | 2021           | Rocket de Laval            |           |           |
| 14                                                                                            | Kanada    | Nick Suzuki – C          | C                 | $8 750 000  | [ 53 ]    | 2030      | 2019           | Guelph Storm               |           |           |
| 15                                                                                            | Kanada    | Alex Newhook             | VF/C              | $2 700 000  | [ 54 ]    | 2027      | 2023           | Colorado Avalanche         |           |           |
| 17                                                                                            | Kanada    | Josh Anderson            | HF/VF             | $5 000 000  | [ 55 ]    | 2027      | 2020           | Columbus Blue Jackets      |           |           |
| 20                                                                                            | Slovakien | Juraj Slafkovský1 − 2022 | VF/HF             | $10 000 000 | [ 56 ]    | 2033      | 2022           | HC TPS                     |           |           |
| 48                                                                                            | Slovakien | Filip Mešár              | YF/C              | $855 000    | [ 57 ]    | 2027      | 2023           | Kitchener Rangers          |           |           |
| 62                                                                                            | Kanada    | Owen Beck                | C                 | $835 000    | [ 58 ]    | 2027      | 2025           | Rocket de Laval            |           |           |
| 71                                                                                            | Kanada    | Jake Evans               | C                 | $3 550 000  | [ 59 ]    | 2029      | 2020           | Rocket de Laval            |           |           |
| 76                                                                                            | Kanada    | Jared Davidson           | C                 | $865 000    | [ 60 ]    | 2026      | 2024           | Rocket de Laval            |           |           |
| 77                                                                                            | Kanada    | Kirby Dach               | C/HF              | $4 000 000  | [ 61 ]    | 2026      | 2022           | Chicago Blackhawks         |           |           |
| 82                                                                                            | Kanada    | Lucas Condotta           | VF                | $775 000    | [ 62 ]    | 2027      | 2024           | Rocket de Laval            |           |           |
| 86                                                                                            | Kanada    | Riley Kidney             | C                 | $775 000    | [ 63 ]    | 2026      | 2023           | Titan d’Acadie-Bathurst    |           |           |
| 88                                                                                            | USA       | Luke Tuch                | VF                | $925 000    | [ 64 ]    | 2026      | 2024           | Boston University Terriers |           |           |
| 91                                                                                            | Finland   | Oliver Kapanen           | C                 | $925 000    | [ 65 ]    | 2027      | 2024           | Kalevan Pallo              |           |           |
| 92                                                                                            | Finland   | Patrik Laine             | C/YF              | $9 100 000  | [ 66 ]    | 2026      | 2024           | Columbus Blue Jackets      |           |           |
| 93                                                                                            | Ryssland  | Ivan Demidov             | HF/C              | $975 000    | [ 67 ]    | 2027      | 2025           | SKA Sankt Petersburg       |           |           |
| 96                                                                                            | Kanada    | Florian Xhekaj           | VF/HF             | $870 000    | [ 68 ]    | 2027      | 2024           | Brantford Bulldogs         |           |           |
| 97                                                                                            | Kanada    | Joshua Roy               | VF/HF             | $775 000    | [ 69 ]    | 2026      | 2024           | Rocket de Laval            |           |           |
| --                                                                                            | Kanada    | Alex Belzile             | C/HF              | $775 000    | [ 70 ]    | 2026      | 2025           | Hartford Wolf Pack         |           |           |
| --                                                                                            | Kanada    | Samuel Blais             | VF/HF             | $775 000    | [ 71 ]    | 2026      | 2025           | Abbotsford Canucks         |           |           |
| --                                                                                            | Kanada    | Zack Bolduc              | C                 | $832 500    | [ 72 ]    | 2026      | 2025           | St. Louis Blues            |           |           |
| --                                                                                            | USA       | Sean Farrell             | VF/C              | $775 000    | [ 73 ]    | 2026      | 2023           | Harvard Crimson            |           |           |
| --                                                                                            | Österrike | Vinzenz Rohrer           | C/HF              | $950 000    | [ 74 ]    | 2028      | 2025           | ZSC Lions                  |           |           |
| --                                                                                            | Kanada    | Tyler Thorpe             | HF                | $872 500    | [ 75 ]    | 2028      | 2025           | Vancouver Giants           |           |           |
| --                                                                                            | Kanada    | Joe Veleno               | C                 | $900 000    | [ 76 ]    | 2026      | 2025           | Chicago Blackhawks         |           |           |
| Positioner: C – HF – VF – YF \| C = Lagkapten; A = Assisterande lagkapten \| = Långtidsskadad |           |                          |                   |             |           |           |                |                            |           |           |

#### Spelargalleri

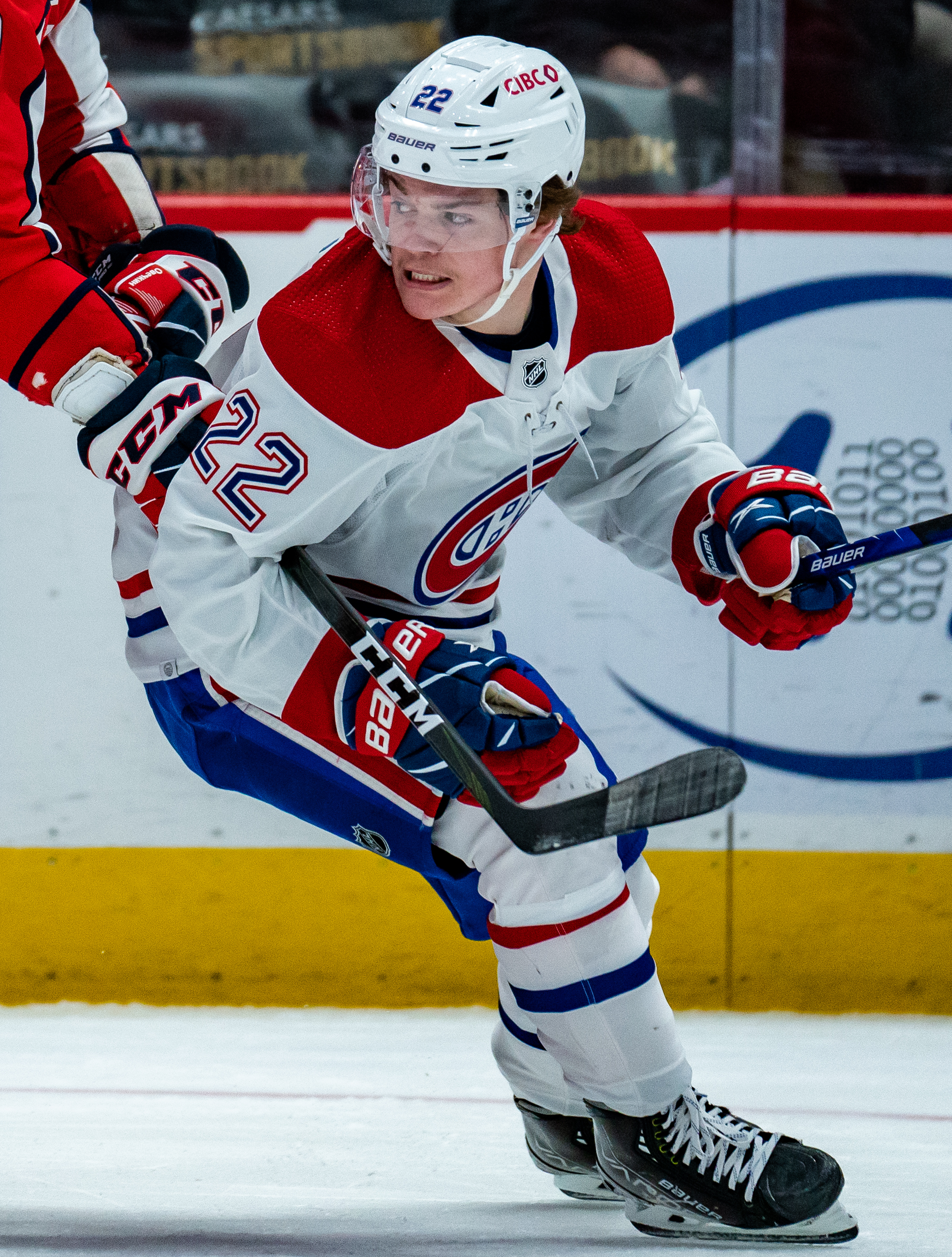
Cole Caufield
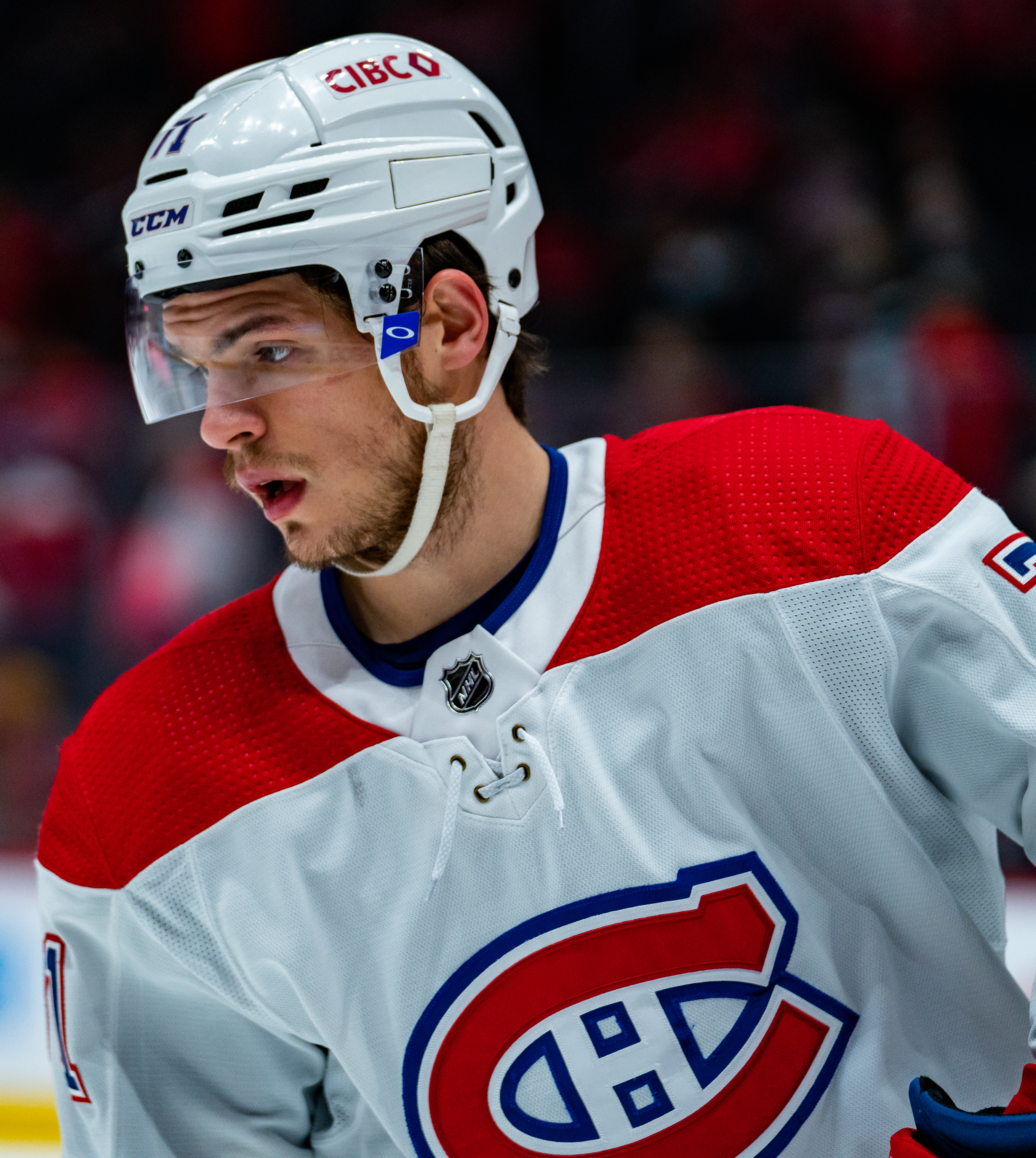
Jake Evans
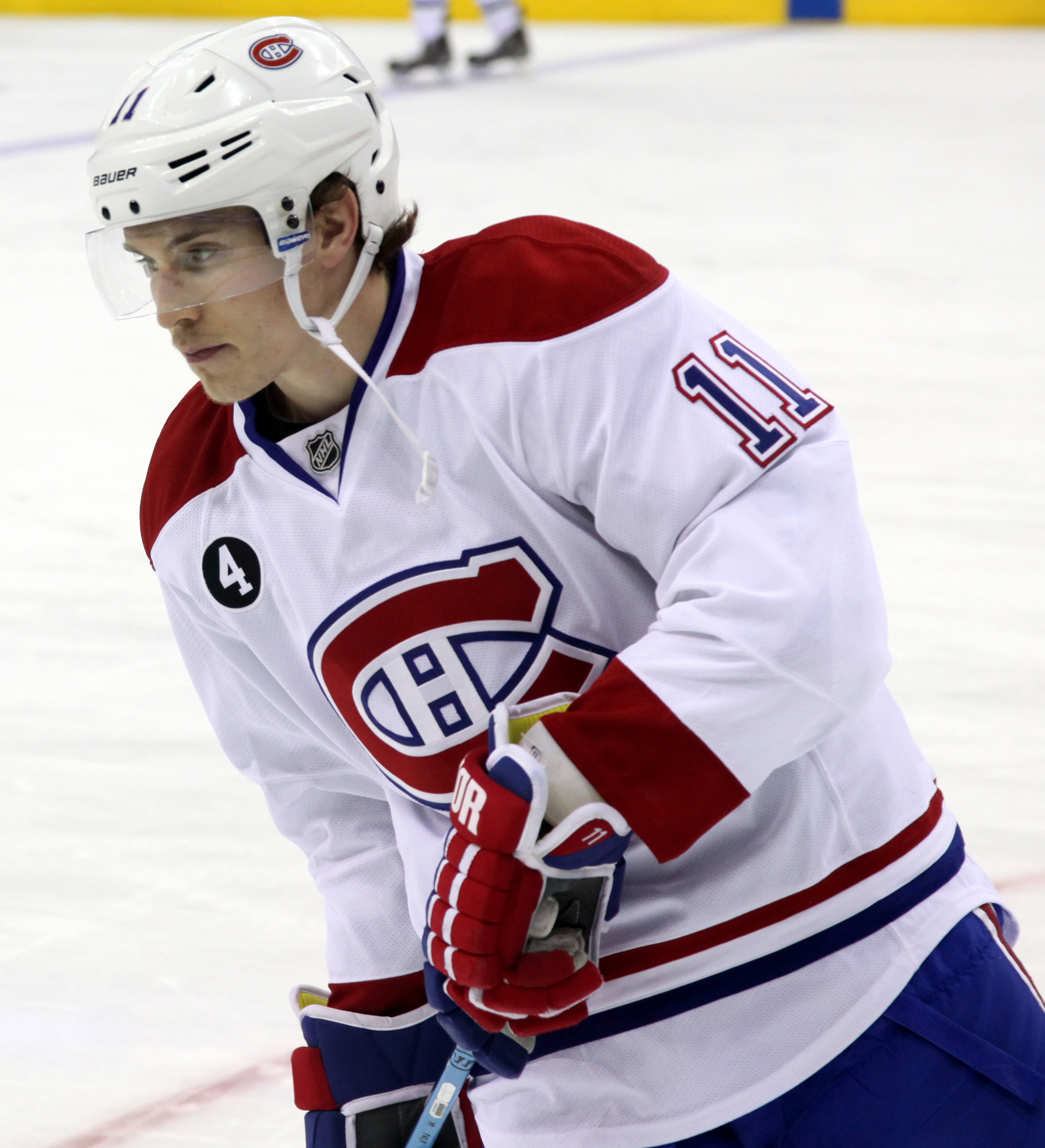
Brendan Gallagher
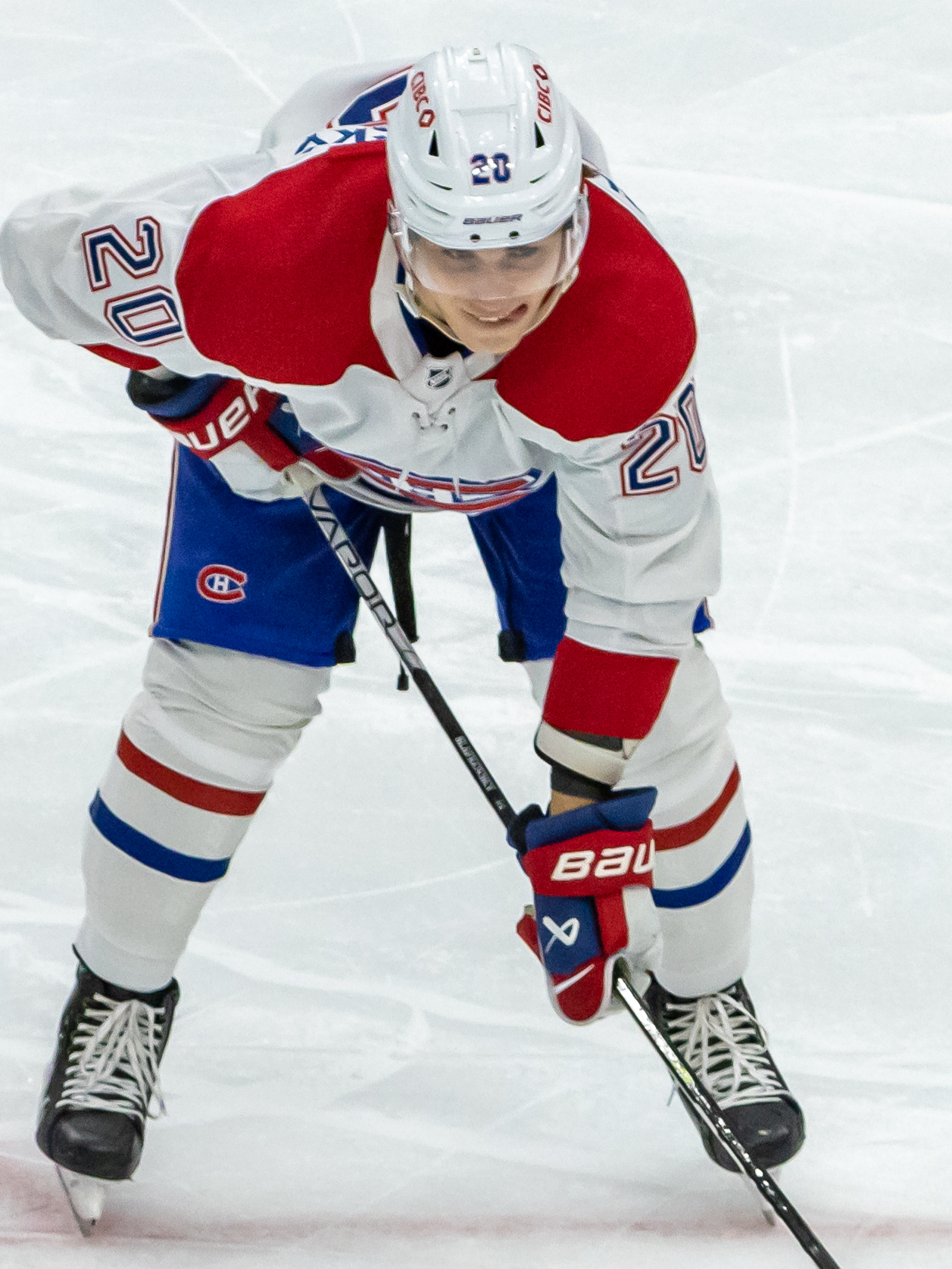
Juraj Slafkovský

## Staben
Uppdaterat: 12 februari 2022
| Yrkestitel                                      | Namn              |
| ----------------------------------------------- | ----------------- |
| Exekutiv vicepresident för ishockeyverksamheten | Jeff Gorton       |
| General manager                                 | Kent Hughes       |
| Chef för spelarpersonalen                       | Martin Lapointe   |
| Chef för målvakterna                            | Sean Burke        |
| Tränare                                         | Martin St. Louis  |
| Assisterande tränare                            | Alexandre Burrows |
|                                                 | Trevor Letowski   |
|                                                 | Luke Richardson   |
| Målvaktstränare                                 | Éric Raymond      |
| Videotränare                                    | Mario Leblanc     |

## Utmärkelser

### Pensionerade nummer
17 spelares nummer har blivit "pensionerade" av klubben, det vill säga ingen annan spelare kommer någonsin att få använda samma nummer i Montreal Canadiens. Ytterligare ett nummer har blivit "pensionerat" av själva ligan.
| - #1 - Jacques Plante 1952–1963 - #2 - Doug Harvey 1947–1961 - #3 - Émile Bouchard 1941–1956 - #4 - Jean Béliveau 1950, 1952–1971 - #5 - Bernie Geoffrion 1950–1964 - #7 - Howie Morenz 1923–1934, 1936–1937 | - #9 - Maurice Richard 1942–1960 - #10 - Guy Lafleur 1971–1985 - #12 - Dickie Moore 1951–1963 - #12 - Yvan Cournoyer 1964–1979 - #16 - Henri Richard 1955–1975 - #16 - Elmer Lach 1940–1954 | - #18 - Serge Savard 1966–1981 - #19 - Larry Robinson 1972–1989 - #23 - Bob Gainey 1974–1989 - #29 - Ken Dryden 1970–1979 - #33 - Patrick Roy 1985–1996 - #99 - Wayne Gretzky (NHL) |

### Hall of Famers

#### Spelare
Spelare som har spelat i Canadiens och blivit invalda i Hockey Hall of Fame.
| - Howie Morenz (Invald 1945) - Spelade i Canadiens 1923 till 1934 och 1936 till 1937. - Georges Vézina (Invald 1945) - Spelade i Canadiens 1910 till 1926. - Aurèle Joliat (Invald 1947) - Spelade i Canadiens 1922 till 1938. - Édouard "Newsy" Lalonde (Invald 1950) - Spelade i Canadiens 1910 till 1922. - Joe Malone (Invald 1950) - Spelade i Canadiens 1917 till 1919 och 1922 till 1924. - Sprague Cleghorn (Invald 1958) - Spelade i Canadiens 1921 till 1925. - Herb Gardiner (Invald 1958) - Spelade i Canadiens 1926 till 1929. - Sylvio Mantha (Invald 1960) - Spelade i Canadiens 1923 till 1936. - Sylvio Mantha (Invald 1960) - Spelade i Canadiens mellan 1923 och 1936. - Maurice "Rocket" Richard (Invald 1961) - Spelade i Canadiens mellan 1942 och 1960. - Joe Hall (Invald 1961) - Spelade i Canadiens mellan 1917 och 1919. - George Hainsworth (Invald 1961) - Spelade i Canadiens 1926 till 1933 och 1936 till 1937. - Harry Cameron (Invald 1962) - Spelade i Canadiens mellan 1919 och 1920. - Jack Laviolette (Invald 1962) - Spelade i Canadiens mellan 1909 och 1918. - Jimmy Gardner (Invald 1962) - Spelade i Canadiens mellan 1913 och 1915. - Didier Pitre (Invald 1962) - Spelade i Canadiens mellan 1914 och 1913 och 1914 och 1923. - Albert "Babe" Siebert (Invald 1964) - Spelade i Canadiens mellan 1936 och 1939. - Bill Durnan (Invald 1964) - Spelade i Canadiens mellan 1943 och 1950. | - Marty Barry (Invald 1965) - Spelade i Canadiens mellan 1939 och 1940. - Hector "Toe" Blake (Invald 1966) - Spelade i Canadiens mellan 1935 och 1948. - Émile Bouchard (Invald 1966) - Spelade i Canadiens mellan 1941 och 1956. - Elmer Lach (Invald 1966) - Spelade i Canadiens mellan 1940 och 1954. - Ken Reardon (Invald 1966) - Spelade i Canadiens mellan 1940 och 1950. - Tom Johnson (Invald 1970) - Spelade i Canadiens 1948 och 1949 till 1963. - Jean Béliveau (Invald 1972) - Spelade i Canadiens mellan 1953 och 1971. - Bernie Geoffrion (Invald 1972) - Spelade i Canadiens mellan 1950 och 1964. - Doug Harvey (Invald 1973) - Spelade i Canadiens mellan 1947 och 1961. - Dickie Moore (Invald 1974) - Spelade i Canadiens mellan 1951 och 1963. - Gord Drillon (Invald 1975) - Spelade i Canadiens mellan 1942 och 1943. - Jacques Plante (Invald 1978) - Spelade i Canadiens mellan 1952 och 1963. - Henri Richard (Invald 1979) - Spelade i Canadiens mellan 1955 och 1975. - Lorne "Gump" Worsley (Invald 1980) - Spelade i Canadiens mellan 1963 och 1970. - Frank Mahovlich (Invald 1981) - Spelade i Canadiens mellan 1970 och 1974. - Yvan Cournoyer (Invald 1982) - Spelade i Canadiens mellan 1963 och 1979. - Ken Dryden (Invald 1983) - Spelade i Canadiens mellan 1970 och 1979. - Jacques Lemaire (Invald 1984) - Spelade i Canadiens mellan 1967 och 1979. - Guy Carbonneau | - Bert Olmstead (Invald 1985) - Spelade i Canadiens mellan 1950 och 1958. - Serge Savard (Invald 1986) - Spelade i Canadiens mellan 1967 och 1981. - Jacques Laperrière (Invald 1987) - Spelade i Canadiens mellan 1962 och 1974. - Tony Esposito (Invald 1988) - Spelade i Canadiens mellan 1968 och 1969. - Guy Lafleur (Invald 1988) - Spelade i Canadiens mellan 1971 och 1985. - Bud O'Connor (Invald 1988) - Spelade i Canadiens mellan 1941 och 1947. - Bob Gainey (Invald 1992) - Spelade i Canadiens mellan 1973 och 1989. - Guy Lapointe (Invald 1993) - Spelade i Canadiens mellan 1968 och 1982. - Steve Shutt (Invald 1993) - Spelade i Canadiens mellan 1972 och 1985. - Larry Robinson (Invald 1995) - Spelade i Canadiens mellan 1972 och 1989. - Denis Savard (Invald 2000) - Spelade i Canadiens mellan 1990 och 1993. - Rod Langway (Invald 2002) - Spelade i Canadiens mellan 1978 och 1982. - Dick Duff (Invald 2006) - Spelade i Canadiens mellan 1964 och 1970. - Patrick Roy (Invald 2006) - Spelade i Canadiens mellan 1984 och 1995. - Doug Gilmour (Invald 2011) - Spelade i Canadiens mellan 2001 och 2003. - Chris Chelios (Invald 2013) - Spelade i Canadiens mellan 1983 och 1990. - Rogie Vachon (Invald 2016) - Spelade i Canadiens mellan 1967 och 1971. |

#### Ledare
Ledare som har varit delaktiga i Canadiens och blivit invalda i Hockey Hall of Fame.
| - William Northey (Invald 1945) - Var vice president i Canadiens 1947 till 1956 och president 1956 och 1957. - Dick Irvin (Invald 1958) - Var tränare för Canadiens 1940 till 1955. - Donat Raymond (Invald 1958) - Var ägare för Canadiens. - Frank J. Selke (Invald 1960) - Var general manager för Canadiens mellan 1946 och 1964. | - J. Ambrose O'Brien (Invald 1962) - Var ägare för Canadiens. - Léo Dandurand (Invald 1963) - Var ägare för Canadiens mellan 1921 och 1935. - Tommy Gorman (Invald 1963) - Var general manger för Canadiens. - Hartland Molson (Invald 1973) - Var ägare för Canadiens. | - Joe Cattarinich (Invald 1977) - Var ägare och general manager för Canadiens. - Sam Pollock (Invald 1978) - Var general manager för Canadiens. - Scotty Bowman (Invald 1991) - Var tränare för Canadiens mellan 1971 och 1979. |

## General managers
| - Joseph Cattarinich / Jack Laviolette, 1909–1910 - George Kennedy, 1910–1921 - Léo Dandurand, 1921–19351 - Ernest Savard, 1935–1936 - Cecil Hart, 1936–1939 - Jules Dugal, 1939–1940 | - Tommy Gorman, 1940–19461 - Frank J. Selke, 1946–19641 - Sam Pollock, 1964–19781 - Irving Grundman, 1978–19831 - Serge Savard, 1983–19951 - Rejean Houle, 1995–2000 | - André Savard, 2000–2003 - Bob Gainey, 2003–2010 - Pierre Gauthier, 2010–2012 - Marc Bergevin, 2012–2021 - Kent Hughes, 2022– |

## Tränare
| - Joseph Cattarinich / Jack Laviolette, 1909–1910 - Adolphe Lecours, 1911 - Napoleon Dorval, 1911–1913 - Jimmy Gardner, 1913–1915 - Édouard "Newsy" Lalonde, 1915–1921 - Léo Dandurand, 1921–19261 - Cecil Hart, 1926–19321 - Édouard "Newsy" Lalonde, 1932–1934 - Édouard "Newsy" Lalonde / Léo Dandurand, 1934–1935 - Sylvio Mantha, 1935–1936 - Cecil Hart, 1936–1938 - Cecil Hart / Jules Dugal, 1938–1939 - Albert "Babe" Siebert, 1939 - Alfred "Pit" Lépine, 1939–1940 | - Dick Irvin, 1940–19551 - Hector "Toe" Blake, 1955–19681 - Claude Ruel, 1968–19701 - Al MacNeil, 1970–19711 - Scotty Bowman, 1971–19791 - Bernie Geoffrion, 1979 - Claude Ruel, 1979–1981 - Bob Berry, 1981–1984 - Jacques Lemaire, 1984–1985 - Jean Perron, 1985–19881 - Pat Burns, 1988–1992 - Jacques Demers, 1992–19951 - Jacques Laperrière, 1995 - Mario Tremblay, 1995–1997 | - Alain Vigneault, 1997–2000 - Michel Therrien, 2000–2003 - Claude Julien, 2003–2006 - Bob Gainey, 2006 - Guy Carbonneau, 2006–2009 - Bob Gainey, 2009 - Jacques Martin, 2009–2011 - Randy Cunneyworth, 2011–2012 - Michel Therrien, 2012–2017 - Claude Julien, 2017–2021 - Dominique Ducharme, 2021–2022 - Martin St. Louis, 2022– |

## Lagkaptener
| - Jack Laviolette, 1909–1910 - Édouard "Newsy" Lalonde, 1910–1911 - Jack Laviolette, 1911–1912 - Édouard "Newsy" Lalonde, 1912–1913 - Jimmy Gardner, 1913–1915 - Howard McNamara, 1915–1916 - Édouard "Newsy" Lalond, 1916–1922 - Sprague Cleghorn, 1922–19251 - Billy Coutu, 1925–1926 - Sylvio Mantha, 1926–19321 - George Hainsworth, 1932–1933 - Sylvio Mantha, 1933–1936 | - Albert "Babe" Siebert, 1936–1939 - Walter Buswell, 1939–1940 - Hector "Toe Blake, 1940–19481 - Bill Durnan, 1948 (januari till april) - Émile Bouchard, 1948–19561 - Maurice Richard, 1956–19601 - Doug Harvey, 1960–1961 - Jean Béliveau, 1961–19711 - Henri Richard, 1971–19751 - Yvan Cournoyer, 1975–19791 - Serge Savard, 1979–1981 - Bob Gainey, 1981–19891 | - Guy Carbonneau / Chris Chelios, 1989–1990 - Guy Carbonneau, 1990–19941 - Kirk Muller, 1994–1995 - Mike Keane, 1995 (april till december) - Pierre Turgeon, 1995–1996 - Vincent Damphousse, 1996–1999 - Saku Koivu, 1999–2009 - Ingen spelare var utsedd lagkapten, 2009–2010 - Brian Gionta, 2010–2014 - Max Pacioretty, 2015–2018 - Shea Weber, 2018–2022 - Nick Suzuki, 2022– |

1 Vann Stanley Cup med Canadiens.

## Statistik

### Individuellt

#### Grundserie
Topp tio för mest poäng i klubbens historia. Siffrorna uppdateras efter varje genomförd säsong.
Pos = Position; SM = Spelade matcher; M = Mål; A = Assists; P = Poäng; P/M = Poäng per match * = Fortfarande aktiv i klubben ** = Fortfarande aktiv i NHL
Uppdaterat efter 2014-2015
| Spelare          | Pos | SM    | M   | A   | P     | P/M  |
| Guy Lafleur      | HF  | 961   | 518 | 728 | 1,246 | 1.29 |
| Jean Béliveau    | C   | 1,125 | 507 | 712 | 1,219 | 1.08 |
| Henri Richard    | C   | 1,256 | 358 | 688 | 1,046 | .83  |
| Maurice Richard  | HF  | 978   | 544 | 421 | 965   | .98  |
| Larry Robinson   | B   | 1,202 | 197 | 686 | 883   | .73  |
| Yvan Cournoyer   | HF  | 968   | 428 | 435 | 863   | .89  |
| Jacques Lemaire  | C   | 853   | 366 | 469 | 853   | .97  |
| Steve Shutt      | VF  | 871   | 408 | 368 | 776   | .89  |
| Bernie Geoffrion | HF  | 766   | 371 | 388 | 759   | .99  |
| Saku Koivu       | C   | 792   | 191 | 450 | 641   | .80  |

#### Slutspel
Topp tio för mest poäng i klubbens historia. Siffrorna uppdateras efter varje genomförd säsong.
Pos = Position; SM = Spelade matcher; M = Mål; A = Assists; P = Poäng; P/M = Poäng per match * = Fortfarande aktiv i klubben ** = Fortfarande aktiv i NHL
Uppdaterat efter 2014-2015
| Spelare          | Pos | SM  | M  | A   | P   | P/M  |
| Jean Béliveau    | C   | 162 | 79 | 97  | 176 | 1.08 |
| Jacques Lemaire  | C   | 145 | 61 | 78  | 139 | .95  |
| Larry Robinson   | B   | 203 | 25 | 109 | 134 | .66  |
| Guy Lafleur      | HF  | 124 | 57 | 76  | 133 | 1.07 |
| Henri Richard    | C   | 180 | 49 | 80  | 129 | .71  |
| Yvan Cournoyer   | HF  | 147 | 64 | 63  | 127 | .86  |
| Maurice Richard  | HF  | 133 | 82 | 44  | 126 | .94  |
| Bernie Geoffrion | HF  | 127 | 56 | 59  | 115 | .90  |
| Steve Shutt      | VF  | 96  | 50 | 48  | 98  | 1.02 |
| Dickie Moore     | VF  | 112 | 38 | 56  | 94  | .83  |

## Svenska spelare
Uppdaterat: 2017-02-16
| Målvakter | Målvakter  | Målvakter | Målvakter | Målvakter | Målvakter | Målvakter  | Målvakter | Målvakter | Målvakter | Målvakter | Målvakter | Målvakter | Målvakter  | Målvakter | Målvakter | Målvakter | Målvakter | Målvakter   |
| Spelare   | Tröjnummer | Från      | Till      | Matcher¹  | Vinster¹  | Förluster¹ | Övertid¹  | GAA¹      | SVS%¹     | Nollor¹   | Matcher²  | Vinster²  | Förluster² | Övertid²  | GAA²      | SVS%²     | Nollor²   | Stanley Cup |
| --------- | ---------- | --------- | --------- | --------- | --------- | ---------- | --------- | --------- | --------- | --------- | --------- | --------- | ---------- | --------- | --------- | --------- | --------- | ----------- |

| Utespelare        | Utespelare | Utespelare | Utespelare | Utespelare | Utespelare | Utespelare | Utespelare | Utespelare | Utespelare | Utespelare | Utespelare | Utespelare | Utespelare | Utespelare | Utespelare | Utespelare  |
| Spelare           | Pos        | Tröjnummer | K/A        | Från       | Till       | Matcher¹   | Mål¹       | Assists¹   | Poäng¹     | PIM¹       | Matcher²   | Mål²       | Assists¹   | Poäng²     | PIM²       | Stanley Cup |
| ----------------- | ---------- | ---------- | ---------- | ---------- | ---------- | ---------- | ---------- | ---------- | ---------- | ---------- | ---------- | ---------- | ---------- | ---------- | ---------- | ----------- |
| Mats Näslund      | VF         | 26         | A          | 1982       | 1990       | 617        | 243        | 369        | 612        | 107        | 97         | 34         | 57         | 91         | 33         | 1           |
| Thomas Rundqvist  | C          | 12         |            | 1984       | 1985       | 2          | 0          | 1          | 1          | 0          | 0          | 0          | 0          | 0          | 0          | 0           |
| Kjell Dahlin      | C          | 20         |            | 1985       | 1988       | 166        | 57         | 59         | 116        | 77         | 35         | 6          | 11         | 17         | 6          | 1           |
| Patrik Carnbäck   | HF         | 20         |            | 1992       | 1993       | 6          | 0          | 0          | 0          | 2          | 0          | 0          | 0          | 0          | 0          | 0           |
| Patric Kjellberg  | VF         | 27         |            | 1992       | 1993       | 7          | 0          | 0          | 0          | 0          | 0          | 0          | 0          | 0          | 0          | 0           |
| Peter Popovic     | B          | 34         |            | 1993       | 1998       | 306        | 7          | 48         | 55         | 173        | 10         | 1          | 1          | 2          | 2          | 0           |
| Jonas Höglund     | HF         | 44         |            | 1998       | 1999       | 102        | 14         | 15         | 29         | 22         | 10         | 2          | 0          | 2          | 0          | 0           |
| Andreas Dackell   | HF         | 24         |            | 2001       | 2004       | 212        | 26         | 44         | 70         | 58         | 12         | 1          | 2          | 3          | 6          | 0           |
| Johan Witehall    | VF         | 39         |            | 2001       | 2001       | 26         | 1          | 1          | 2          | 6          | 0          | 0          | 0          | 0          | 0          | 0           |
| Niklas Sundström  | HF         | 37         |            | 2003       | 2006       | 154        | 19         | 30         | 49         | 56         | 9          | 1          | 3          | 4          | 6          | 0           |
| Andreas Engqvist  | C          | 63         |            | 2010       | 2012       | 15         | 0          | 0          | 0          | 4          | 0          | 0          | 0          | 0          | 0          | 0           |
| Douglas Murray    | B          | 6          |            | 2013       | 2014       | 53         | 0          | 2          | 2          | 42         | 3          | 0          | 0          | 0          | 0          | 0           |
| Jacob de la Rose  | VF         | 20         |            | 2014       | 2018       | 119        | 8          | 11         | 19         | 51         | 12         | 0          | 0          | 0          | 4          | 0           |
| William Lagesson  | B          | 84         |            | 2021       | 2022       | 3          | 0          | 1          | 1          | 0          | 0          | 0          | 0          | 0          | 0          | 0           |
| Erik Gustafsson   | B          | 32         |            | 2020       | 2021       | 5          | 0          | 2          | 2          | 0          | 16         | 1          | 2          | 3          | 0          | 0           |
| Mattias Norlinder | B          | 59         |            | 2021       | 2022       | 6          | 0          | 1          | 1          | 0          | 0          | 0          | 0          | 0          | 0          | 0           |
| Lukas Vejdemo     | C          | 42         |            | 2021       | 2022       | 13         | 2          | 0          | 2          | 0          | 0          | 0          | 0          | 0          | 0          | 0           |
| Christian Folin   | B          | 42         |            | 2018       | 2020       | 35         | 1          | 5          | 6          | 24         | 0          | 0          | 0          | 0          | 0          | 0           |
| Gustav Olofsson   | B          | 51         |            | 2019       | 2020       | 3          | 0          | 0          | 0          | 2          | 0          | 0          | 0          | 0          | 0          | 0           |
| Gustav Lindström  | B          | 27         |            | 2023       | 2024       | 14         | 3          | 1          | 4          | 6          | 0          | 0          | 0          | 0          | 0          | 0           |
| Emil Heineman     | VF         | 51         |            | 2023       |            |            |            |            |            |            |            |            |            |            |            |             |

¹ = Grundserie
² = Slutspel
Övertid = Vunnit matcher som har gått till övertid. | GAA = Insläppta mål i genomsnitt | SVS% = Räddningsprocent | Nollor = Hållit nollan det vill säga att motståndarlaget har ej lyckats göra mål på målvakten under en match. | K/A = Om spelare har varit lagkapten och/eller assisterande lagkapten | PIM = Utvisningsminuter

## Första draftval
| - 1963: Garry Monahan (Canadiens, Red Wings, Kings, Maple Leafs, Canucks) (1967–1979, VF) Vald som nummer ett. - 1964: Claude Chagon (Spelade aldrig i NHL.) (, B) Vald som nummer sex. - 1965: Pierre Bouchard (Canadiens, Capitals) (1970–1982, B) Vald som nummer fem. - 1966: Louis Myre (Canadiens, Flames, Blues, Flyers, Rockies, Sabres) (1969–1983, MV) Vald som nummer fem. - 1967: Elgin McCann (Spelade aldrig i NHL.) (, HF) Vald som nummer åtta. - 1968: Michel Plasse (Blues, Canadiens, Scouts, Penguins, Rockies, Nordiques) (1970–1971, 1972–1982, MV) Vald som nummer ett. - 1968: Roger Belisle (Spelade aldrig i NHL.) (, C) Vald som nummer två. - 1968: Jim Pritchard (Spelade aldrig i NHL.) (, B) Vald som nummer tre. - 1969: Réjean Houle (Canadiens) (1969–1983, VF) Vald som nummer ett. - 1969: Marc Tardif (Canadiens, Nordiques) (1969–73, 1979–1983, VF) Vald som nummer två. - 1970: Ray Martyniuk (Spelade aldrig i NHL.) (, MV) Vald som nummer fem. - 1970: Charles Lefley (Canadiens, Blues) (1970–1977, 1979–1981, HF) Vald som nummer sex. - 1971: Guy Lafleur (Canadiens, Rangers, Nordiques) (1971–1991, HF) Vald som nummer ett. - 1971: Ernest Arnason (Canadiens, Flames, Penguins, Scouts, Rockies, Barons, North Stars, Capitals) (1971–1979, HF) Vald som nummer sju. - 1971: Murray Wilson (Canadiens, Kings) (1972–1979, VF) Vald som nummer elva. - 1972: Stephen Shutt (Canadiens, Kings) (1972–1985, VF) Vald som nummer fyra. - 1972: Michel Larocque (Canadiens, Maple Leafs, Flyers, Blues) (1973–1984, MV) Vald som nummer sex. - 1972: David Gardner (Canadiens, Blues, Seals, Barons, Flyers) (1972–1978, 1979–1980, C) Vald som nummer åtta. - 1972: John Van Boxmeer (Canadiens, Rockies, Sabres, Nordiques) (1973–1984, C) Vald som nummer 14. - 1973: Bob Gainey (Canadiens) (1973–1989, VF) Vald som nummer åtta. - 1974: Cameron Connor (Canadiens, Oilers, Rangers) (1978–1983, HF) Vald som nummer fem. - 1974: Douglas Risebrough (Canadiens, Flames) (1974–1987, C) Vald som nummer sju. - 1974: Raymond Chartraw (Canadiens, Kings, Rangers, Oilers) (1974–1984, B) Vald som nummer tio. - 1974: Mario Tremblay (Canadiens) (1974–1986, HF) Vald som nummer tolv. - 1974: Gord McTavish (Blues, Jets) (1978–1980, C) Vald som nummer 15. - 1975: Robin Sadler (Spelade aldrig i NHL.) (, B) Vald som nummer nio. | - 1975: Pierre Mondou (Canadiens) (1977–1985, C) Vald som nummer 15. - 1976: Peter Lee (Rangers, Oilers, Red Wings) (1976–1982, HF) Vald som nummer tolv. - 1976: Rodney Schutt (Canadiens, Penguins, Maple Leafs) (1977–1984, 1985–1986, VF) Vald som nummer 13. - 1976: Bruce Baker (Spelade aldrig i NHL.) (, HF) Vald som nummer 18. - 1977: Mark Napier (Canadiens, North Stars, Oilers, Sabres) (1978–1989, HF) Vald som nummer tio. - 1977: Normand Dupont (Canadiens, Jets, Whalers) (1979–1984, VF) Vald som nummer 18. - 1978: Daniel Geoffrion (Canadiens, Jets) (1979–1982, HF) Vald som nummer åtta. - 1978: David Hunter (Oilers, Penguins, Jets) (1978–1989, VF) Vald som nummer 17. - 1979: Canadiens saknade val i förstarundan. - 1980: Douglas Wickenheiser (Canadiens, Blues, Canucks, Rangers, Capitals) (1980–1990, C) Vald som nummer 14. - 1981: Mark Hunter (Canadiens, Blues, Flames, Whalers, Capitals) (1981–1993, HF) Vald som nummer sju. - 1981: Gilbert Delorme (Canadiens, Blues, Nordiques, Red Wings, Penguins) (1981–1990, B) Vald som nummer 18. - 1981: Jan Ingman (Spelade aldrig i NHL.) (, VF) Vald som nummer 19. - 1982: Alain Héroux (Spelade aldrig i NHL.) (, VF) Vald som nummer 19. - 1983: Alfie Turcotte (Canadiens, Jets, Capitals) (1983–1986, 1987–1991, C) Vald som nummer 19. - 1984: Petr Svoboda (Canadiens, Sabres, Flyers, Lightning) (1984–2001, B) Vald som nummer fem. - 1984: Shayne Corson (Canadiens, Oilers, Blues, Maple Leafs, Stars) (1985–2004, VF) Vald som nummer åtta. - 1985: José Charbonneau (Canadiens, Canucks) (1987–1989, 1993–1995, HF) Vald som nummer tolv. - 1985: Tom Chorske (Canadiens, Devils, Senators, Islanders, Capitals, Flames, Penguins) (1989–2000, HF) Vald som nummer 16. - 1986: Mark Pederson (Canadiens, Flyers, Sharks, Red Wings) (1989–1994, VF) Vald som nummer 15. - 1987: Andrew Cassels (Canadiens, Whalers, Flames, Canucks, Blue Jackets, Capitals) (1989–2006, C) Vald som nummer 17. - 1988: Éric Charron (Canadiens, Lightning, Capitals, Flames) (1992–2000, B) Vald som nummer 20. - 1989: Lindsay Vallis (Canadiens) (1993–1994, HF) Vald som nummer 13. - 1990: Turner Stevenson (Canadiens, Devils, Flyers) (1992–2006, HF) Vald som nummer 12. - 1991: Brent Bilodeau (Spelade aldrig i NHL.) (, B) Vald som nummer 17. - 1992: David Wilkie (Canadiens, Lightning, Rangers) (1994–2001, B) Vald som nummer 20. | - 1993: Saku Koivu (Canadiens, Ducks) (1995–2014, C) Vald som nummer 21. - 1994: Brad Brown (Canadiens, Blackhawks, Rangers, Wild, Sabres) (1996–2004, B) Vald som nummer 18. - 1995: Terry Ryan (Canadiens) (1996–1999, VF) Vald som nummer åtta. - 1996: Matt Higgins (Canadiens) (1997–2001, C) Vald som nummer 18. - 1997: Jason Ward (Canadiens, Rangers, Kings, Lightning) (1999–2001, 2002–2004, 2005–2009, HF) Vald som nummer elva. - 1998: Éric Chouinard (Canadiens, Flyers, Wild) (2000–2001, 2002–2006, C) Vald som nummer 16. - 1999: Canadiens saknade val i förstarundan. - 2000: Ron Hainsey (Canadiens, Thrashers, Jets, Hurricanes) (2002–2004, 2005–, B) Vald som nummer 13. - 2000: Marcel Hossa (Canadiens, Rangers, Coyotes) (2001–2008, C) Vald som nummer 16. - 2001: Mike Komisarek (Canadiens, Maple Leafs, Hurricanes) (2002–2014, B) Vald som nummer sju. - 2001: Aleksandr Perezhogin (Canadiens) (2005–2007, C) Vald som nummer 25. - 2002: Christopher Higgins (Canadiens, Rangers, Flames, Panthers, Canucks) (2003–2016, VF) Vald som nummer 14. - 2003: Andrej Kastsitsyn (Canadiens, Predators) (2005–2012, VF) Vald som nummer tio. - 2004: Kyle Chipchura (Canadiens, Ducks, Coyotes) (2007–2016, C) Vald som nummer 18. - 2005: Carey Price (Canadiens) (2007–, MV) Vald som nummer fem. - 2006: David Fischer (Har ännu inte spelat i NHL.) (, B) Vald som nummer 20. - 2007: Ryan McDonagh (Rangers) (2010–, B) Vald som nummer tolv. - 2007: Max Pacioretty (Canadiens) (2008–, VF) Vald som nummer 22. - 2008: Canadiens saknade val i förstarundan. - 2009: Louis Leblanc (Canadiens) (2011–2014, C) Vald som nummer 18. - 2010: Jarred Tinordi (Canadiens, Coyotes) (2013–, B) Vald som nummer 22. - 2011: Nathan Beaulieu (Canadiens) (2013–, B) Vald som nummer 17. - 2012: Alex Galchenyuk (Canadiens) (2013–, C) Vald som nummer tre. - 2013: Michael McCarron (Canadiens) (2015–, HF) Vald som nummer 25. - 2014: Nikita Sjtjerbak (Canadiens) (2017–, HF) Vald som nummer 26. - 2015: Noah Juulsen (Har ännu inte spelat i NHL.) (, B) Vald som nummer 26. - 2016: Michail Sergatjov (Canadiens) (2016–, B) Vald som nummer nio. |